# Išču moju sud'bu
Išču moju sud'bu (Ищу мою судьбу) è un film del 1974 diretto da Aida Ivanovna Manasarova.

## Trama
Ci sono diversi personaggi principali in questo film, ma, forse, il personaggio principale è una donna di nome Nadežda. Le linee di trama del lavoro sono disegnate da questa immagine. Si rivela necessaria per tutti, anche per quelli che all'inizio, come la sorella minore, non ne sono consapevoli.